# 흥도동
흥도동(興道洞)은 경기도 고양시 덕양구에 있는 행정동이다. 고양시청의 동남부에 위치하며, 흥도는 ‘원흥동’에서 ‘흥’자를 그리고 ‘도내동’에서 ‘도’자를 따서 붙여진 이름이다. 관내의 초등학교도 이 흥도 이름을 사용하고 있다. 흥도동은 고양시의 신도시이다.

## 개요
흥도동은 고양시의 여러 마을 중에서 비교적 옛 풍습이나 전통이 잘 보존된 마을이다. 먼저 원흥동에는 우리 나라에 널리 알려진 원흥동 청자 도요지 문화재가가 있고 한규설, 심희수, 김전 등의 무덤 문화재가 있다. 솔개 마을에는 서삼릉의 입구 마을에 걸맞게 소나무가 많다. 가시골 마을에는 뒤로 한양, 서울 골프장이 있고 앞으로 이곳이 택지개발 예정지여서 큰 변화의 바람이 불 예정이다. 그러나 숲속에 들어앉은 나무드머리 마을은 앞으로도 큰 변화없이 그린벨트 해제로 인한 변화가 예상되고 있다. 도내동은 마을 도당산, 봉제산 등에서 제사를 지내는 전통 마을이다. 마을의 논이 대부분 밭으로 바뀌었고 마을 북으로는 대규모의 골프장이 만들어져 있다. 서오릉길, 고양대로 등 큰 길이 마을 북동으로 지나며 최근에 들어 한옥의 단층주택이 조금씩 2층의 전원주택으로 바뀌고 있다. 마을 뒤에는 숲이 그리고 앞으로는 평야가 있고 멀리 북한산, 덕양산이 보이는 살기 좋은 마을이 바로 이곳 흥도동의 성사동 마을이다.

## 법정동
- 원흥동(일부)(元興洞)
- 도내동(道乃洞)
- 성사동(일부)

## 교육
- 흥도초등학교
- 도래울초등학교
- 도래울중학교
- 도래울고등학교

## 아파트
| 단지명            | 건설사   | 시행사       | 주소                         | 입주       | 비고 |
| ----------------- | -------- | ------------ | ---------------------------- | ---------- | ---- |
| 원흥 동일스위트   | ㈜동일   | 동일스위트㈜ | 덕양구 도래울1로 80 (도내동) | 2018년 2월 |      |
| 원흥 호반베르디움 | 호반건설 | 호반건설     | 덕양구 도래울로 17 (도내동)  | 2017년 9월 |      |